# Adelaide United FC
Adelaide United Football Club je australski nogometni klub iz Adelaidea. Jedini je klub iz Južne Australije koji se natječe u A-League.
Klub je osnovan 2003., a domaće utakmice igra na Hindmarsh Stadiumu. Iako od svih klubova, Adelaide United ima najviše pobjeda u A-League, te su jedini australski klub koji ima više od jednog nastupa u Azijskoj Ligi prvaka, dosad još nisu osvojili prvenstvo. Definitivno najpoznatiji igrač koji je igrao u Adelaideu je legendarni brazilski napadač Romario.

## Trofeji
- A-League Premiership:
  - Prvoplasirani (1): 2005./06.
  - Drugoplasirani (1): 2006./07.

- A-League:
  - Doprvaci (1): 2006./07.

- A-League Predsezonski kup
  - Pobjednici (2): 2006., 2007.

## Vanjske poveznice
- Službena stranica